# Aartsbisdom Kananga
Het aartsbisdom Kananga (Latijn: Archidioecesis Kanangana), tot in 1972 in Luluaburg, ligt in de Democratische Republiek Congo. Het rooms-katholieke aartsbisdom is 33.000 km³ groot en telt 2,2 miljoen inwoners, waarvan 60,7% katholiek is. In 2004 waren er 117 priesters en 324 religieuzen in het aartsbisdom. Kananga heeft zeven suffragaanbisdommen.

## Geschiedenis
Op 18 maart 1904 werd het aartsbisdom Kananga, toen nog de apostolische prefectuur Opper-Kasaï, door paus Pius X opgericht. Op 13 juni 1917 maakte zijn opvolger paus Benedictus XV er een apostolisch vicariaat van.
Op 25 mei 1936 moest Opper-Kasaï echter een deel van zijn gebied afgeven aan de pas opgerichte apostolische prefectuur Tshumbe. Op 13 april 1937 volgde na de oprichting van de apostolische prefectuur Ipamu een verdere gebiedsvermindering. Op 10 maart 1949 werd het apostolisch vicariaat Opper-Kasaï afgeschaft, waarna het apostolische vicariaat Luluaburg opgericht werd.
Ook dit vicariaat kende gebiedsverminderingen: op 24 maart 1953 werd het vicariaat Kabanda opgericht en op 25 april 1959 het vicariaat Lueba. Vervolgens bevorderde paus Johannes XXIII het vicariaat op 10 november 1959 tot aartsbisdom.
Ook nu kwamen er enkele gebiedsverminderingen: in 1963 kwam er deel van Luluaburg toe aan de apostolische administratie Mbuji-Mayi, op 3 mei 1966 werd er gebied afgestaan aan het bisdom van Mbuji-Mayi en op 26 september 1967 werd het bisdom Luiza opgericht. Uiteindelijk werd het aartsbisdom Luluaburg op 14 juni 1972 hernoemd tot het huidige aartsbisdom Kanaga.

## Bisschoppen
Tot in 1967 kende het aartsbisdom Kananga en zijn voorlopers enkel Belgen als vicaris of aartsbisschop. Vanaf 1967 werd de functie enkel uitgeoefend door Congolese geestelijken.
Bisschop waren:
1. Emeric Cambier (1904-1918)
2. Auguste Declercq (1918-1938)
3. Louis Georges Firmin Demol (1938-1948)
4. Bernard Mels (1949-1967)
5. Martin Léonard Bakole wa Ilunga (1967-1997)
6. Godefroid Mukenga Kaloud (1997-2006)
7. Marcel Madila Basanguka (2006-2022)
8. Félicien Ntambue Kasembe (2024-)